# Гигантски носорог
Гигантският носорог (Elasmotherium sibiricum) е изчезнал, едър вид носорог от род Еласмотерии (Elasmotherium), живял през средния плейстоцен в Евразия. Намерени са много скелетни останки в Източна Евразия, най-вече като зъби, части от черепи, като мандибули, и някои кости от скелета. Като цяло информацията за тези останки е доста оскъдна.

## Размери
Неговият рог достигал до цели 2 m, а тялото му е било дълго около 5 m. Внушителното животно достигало до тегло от 5 тона.

## Местообитание и причини за изчезване
Животното е живяло допреди 29 000 години. Причина за изчезването му е глобалното затопляне и изчезването на местообитанието от поляни и обширни иглолистни гори на тайгата.